# Hound Dog
Hound Dog ist ein Rhythm-and-Blues-Song von Jerry Leiber und Mike Stoller, der für Big Mama Thornton geschrieben wurde und erstmals 1953 erschien. Am erfolgreichsten war die Rock-’n’-Roll-Interpretation durch Elvis Presley aus dem Jahr 1956.
Der Song wurde für eine Frau geschrieben, die ihren Mann als selbstsüchtig und ausbeuterisch beschimpft und ihn als Jagdhund (zum selbständigen Verfolgen und Stellen von Wild – englisch Hound) bezeichnet – wobei Doppeldeutigkeiten beabsichtigt sind.

## Original und erste Coverversionen
Der vom jungen Songschreiber-Duo Jerry Leiber und Mike Stoller geschriebene Song wurde am 13. August 1952 von Big Mama Thornton zusammen mit der Band von Johnny Otis für Peacock Records aufgenommen. Es spielten Devonia Williams (Piano), Albert Winston (Bass), Pete Lewis (Gitarre) und Leard Bell (Schlagzeug). Das Stück erreichte nach der Erstveröffentlichung im Januar 1953 Platz 1 der R&B-Charts und konnte sich dort sieben Wochen behaupten. Thorntons Version verkaufte sich 500.000 Mal, konnte sich allerdings nicht in den Pop-Charts platzieren.
Bereits der Titel Hound Dog weist auf zweideutige Verwendbarkeit hin. Einerseits ist der Hound als Jagdhund gemeint, andererseits wird diese Kombination im Slang auch für Frauenheld oder ein schmarotzender Gigolo benutzt. Die offenkundigen sexuellen Anspielungen werden im Text fortgesetzt; Thornton und die Band versuchten mit imitiertem Hundegebell alles, um die Jagdhundvariante zu betonen.
Kurz nach der Veröffentlichung des Originals brachte im März 1953 der damals bei Sun Records unter Vertrag stehende Blues-Sänger Rufus Thomas seine textlich leicht veränderte Version Bear Cat heraus, die als Antwort-Song gedacht war. Mit Sun #181 war Bear Cat eine der ersten Singles des jungen Labels. Als Komponist war der Produzent und Labelinhaber Sam Phillips angegeben. Durch die auffällige Ähnlichkeit der Melodie zu Hound Dog wurde Sun Records von Peacock Records erfolgreich wegen Urheberrechtsverletzung verklagt. Sam Phillips erklärte sich daraufhin bereit, an Peacock Records 2 Cents pro verkaufter Platte zu zahlen.
Am 18. März 1953 – einen Monat, bevor das Original den ersten Platz erreichte – leitete die Country-Sängerin Betsy Gay eine Serie von Coverversionen des Songs im Country-Blues-Stil ein, die im April 1953 mit Fassungen von Billy Starr, Tommy Duncan, Eddie Hazelwood, Jack Turner und Cleve Jackson fortgesetzt wurde.

## Elvis Presleys Erfolg
Die Fassung von Elvis Presley beruht nicht auf den vorherigen Versionen. Musikproduzent Bernie Lowe interessierte sich ebenfalls für den Song, er bat jedoch Freddie Bell & The Bellboys, die zweideutigen Passagen umzuschreiben und zu glätten. Freddie Bell & The Bellboys veröffentlichten die textlich bereinigte Single auf Teen Records #101 Ende 1955 und stellten sie während ihrer Auftritte in Las Vegas vor.
Als Presley im April und Mai 1956 in Las Vegas auftrat, hörte er Hound Dog in der Fassung von Freddie Bell und übernahm den Song in sein Repertoire. Er präsentierte den Titel erstmals in der Milton-Berle-Fernsehshow am 5. Juni 1956. Seine rockige und mit hohem Pegel eingespielte Cover-Version wurde am 2. Juli 1956 für RCA Records in New York aufgenommen. Die Begleitband entsprach der damaligen Live-Besetzung mit Scotty Moore (E-Gitarre), Bill Black (Bass) und D. J. Fontana (Schlagzeug). Unterstützt wurde das Quartett von Gordon Stoker am Piano und den Jordanaires im Hintergrund. Insgesamt wurden 30 Takes benötigt, von denen Take 28 für die Single-Version ausgewählt wurde, die am 13. Juli 1956 veröffentlicht wurde. Diese Aufnahme war der Startschuss für eine langjährige und erfolgreiche Zusammenarbeit Presleys mit den Autoren Leiber und Stoller.
Das Lied erregte schon deshalb einige Aufmerksamkeit, weil es sich gleichzeitig sowohl in den amerikanischen Pop- als auch den Rhythm-and-Blues- und Country-Musik-Charts als Nummer eins platzieren konnte. Damit wurden die bislang vorhandenen Abgrenzungen zwischen Popmusik, Rhythm-and-Blues und Country weiter aufgeweicht. Es war mit über sechs Millionen verkaufter Platten der erste erfolgreiche Crossovertitel der US-Chartgeschichte. Das Stück hielt sich in den USA elf Wochen auf Platz 1. Hound Dog gehörte seit Presleys Version zu den Klassikern des Rock’n’Roll und wurde insgesamt mindestens 53 Mal gecovert.

## Weitere Coverversionen (Auswahl)
- Chubby Checker (1960)
- Pat Boone (1963)
- Jerry Lee Lewis (1964)
- Little Richard (1964)
- The Everly Brothers (1965)
- Junior Wells (1965)
- Jimi Hendrix (1969)
- John Lennon (1972)
- The Rolling Stones (1978)
- Scorpions (1978)
- The Stray Cats (1983)
- Albert King (1986)
- Eric Clapton (1989)
- El Vez (1993) – unter dem Titel Chihuahua
- Bryan Adams (1994)
- Etta James (2000)
- James Taylor (2008)
- Robin Trower (2013)

## Hound Dogim Fernsehen und im Film
Nach Hound Dog wurde Elvis Presley bei seinem zweiten Auftritt in der Ed Sullivan Show nur noch von der Hüfte aufwärts gezeigt.
Der Song gehört zum Soundtrack zahlreicher Spielfilme wie American Graffiti, Lilo & Stitch oder Indiana Jones und das Königreich des Kristallschädels.
In Forrest Gump singt ein junger unbekannter Musiker den Song und lässt sich von Forrest Gump, der mit Beinschienen einige seltsame Tanzschritte macht, zu seiner später berühmten Bühnenshow inspirieren. Es war Elvis Presley; der Hergang ist fiktiv.

## Auszeichnungen
Presleys Version von Hound Dog wurde von 2004 bis 2021 von der Musikzeitschrift Rolling Stone auf Platz 19 der 500 besten Songs aller Zeiten geführt. 1988 wurde der Song in dieser Version in die Grammy Hall of Fame aufgenommen.
Die Originalversion des Songs von Big Mama Thornton wurde 2006 in die Blues Hall of Fame der Blues Foundation und 2012 in die Grammy Hall of Fame aufgenommen.